# Nucleótido
Los nucleótidos son moléculas pequeñas sintetizadas por todos los organismos vivos, que están formadas por la unión de tres elementos: una base nitrogenada, un azúcar simple y un grupo fosfato.
Los nucleótidos son los componentes estructurales básicos (monómeros) de los ácidos nucleicos, en los cuales se ubican como los peldaños transversales de la forma desenrollada de escalera del ácido nucleico, pero también realizan funciones importantes como molécula libre (por ejemplo, el ATP o el GTP).

## Historia
En 1919 el bioquímico P. Levene identificó que un nucleótido estaba formado por una base nitrogenada, un azúcar y un fosfato. Levene sugirió que el ADN generaba una estructura con forma de solenoide (resorte), con unidades de nucleótidos unidos a través de los grupos fosfato.

## Estructura
Los nucleótidos son moléculas pequeñas sintetizadas por todos los organismos vivos, que están formadas por la unión de tres elementos: una base nitrogenada, un azúcar simple y un grupo fosfato.

Cada nucleótido es un ensamblado (mediante unión covalente) de: una pentosa, una base nitrogenada, uno o más grupo fosfato. La parte del nucleótido formada solamente por la base nitrogenada y la pentosa es el llamado nucleósido.
- Bases nitrogenadas: derivan de los compuestos heterocíclicos aromáticos purina y pirimidina.
  - Bases nitrogenadas purínicas: son la adenina (A) y la guanina (G). Ambas forman parte del ADN y del ARN.
  - Bases nitrogenadas pirimidínicas: son la timina (T), la citosina (C) y el uracilo (U). La timina y la citosina intervienen en la formación del ADN. En el ARN aparecen la citosina y el uracilo.
  - Bases nitrogenadas isoaloxacínicas: la flavina (F). No forma parte del ADN o del ARN, pero sí de algunos compuestos importantes como el FAD.
- Pentosa: el azúcar de cinco átomos de carbono; puede ser ribosa (ARN) o desoxirribosa (ADN). La diferencia entre ambos es que el ARN sí posee un grupo OH en el segundo carbono.
- Ácido fosfórico: de fórmula H3PO4. Cada nucleótido puede contener uno (nucleótidos-monofosfato, como el AMP), dos (nucleótidos-difosfato, como el ADP) o tres (nucleótidos-trifosfato, como el ATP) grupos fosfato.

### Nomenclatura
La posición de los átomos en un nucleótido se numera en relación con los átomos de carbono en el azúcar de ribosa o desoxirribosa.
- La purina o pirimidina está localizada en el carbono 1 del azúcar.[6]
- El grupo fosfato está en el carbono 5.
- El grupo hidroxilo se encuentra enlazado al carbono 3 del azúcar. Puede ser liberado en forma de agua producto de la formación del enlace fosfodiester.
- Puede existir un grupo hidroxilo adicional enlazado al carbono 2, si la pentosa es una ribosa y un carbonilo.

## Síntesis
La síntesis de los nucleótidos puede ocurrir de novo o de recuperación. La vía de novo usa fosforribosil pirofosfato (PRPP), al que se van sumando moléculas simples (CO2, aminoácidos y tetrahidrofolato) componiendo finalmente los nucleótidos purínicos y pirimidínicos.

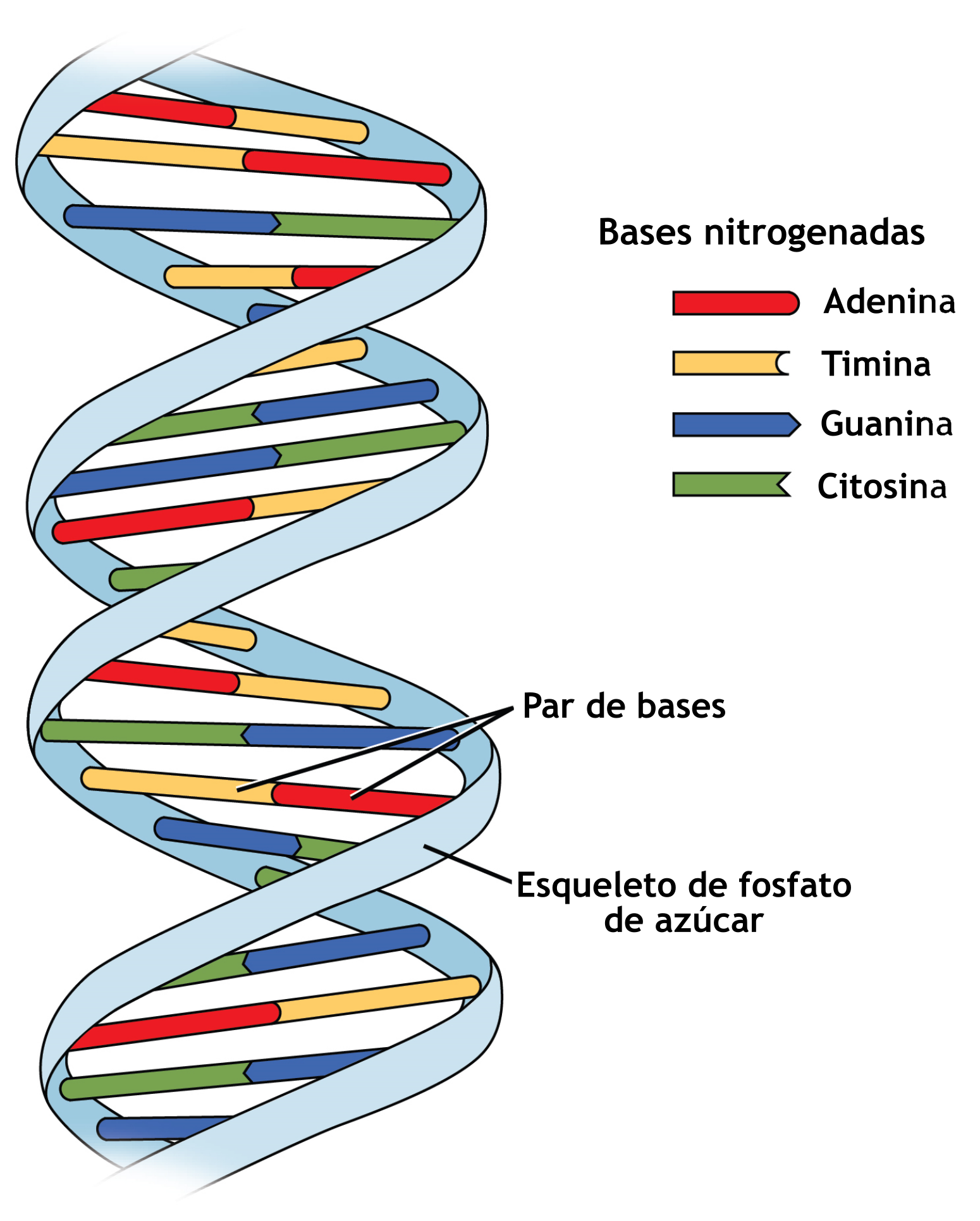
Estructura

## Funciones de los nucleótidos
Los nucleótidos son biomoléculas fundamentales que poseen la información genética para la replicación celular. Los nucleótidos también desempeñan varios papeles esenciales en la transferencia de energía, y regulan muchas vías metabólicas.

### Información genética
La secuencia de las bases nitrogenadas que conforman cada nucleótido, es la que crea el código genético de la información contenida en el ADN. Los nucleótidos se disponen en dos largas cadenas que forman una espiral denominada "doble hélice". 
Los genes que codifican proteínas están compuestos por unidades de tri-nucleótidos llamadas codones.

### Transferencia de energía

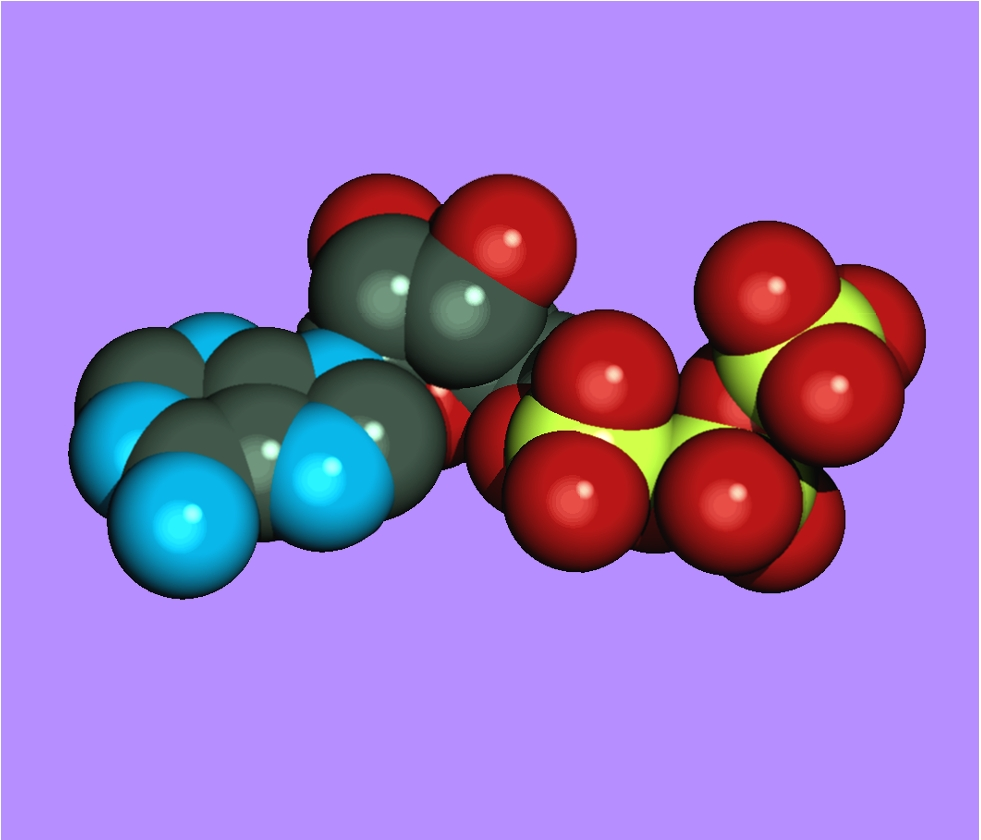
Modelo tridimensional de la molécula de ATP.

Nucleótido ATP: base nitrogenada en el extremo derecho.)

Los nucleótidos son moléculas con mucha energía acumulada en los enlaces de los grupos fosfato, por lo que son las utilizadas en todo tipo de células para la transferencia de energía en los procesos metabólicos.
Los nucleótidos se encuentran en un estado estable cuando poseen un solo grupo fosfato. Cada grupo de fosfato adicional que posea un nucleótido se encuentra en un estado más inestable y el enlace del fósforo y fosfato tiende, cuando se rompe por hidrólisis, a liberar la energía que lo une al nucleótido.
Las células poseen enzimas cuya función es precisamente hidrolizar nucleótidos para extraer el potencial energético almacenado en sus enlaces. Por tal razón, un nucleótido de trifosfato es la fuente más utilizada de energía en la célula. De ellos, el ATP (un nucleótido de adenina con tres grupos de fosfato ricos en energía) es el eje central en las reacciones celulares para la transferencia de la energía demandada. El UTP (uracilo + tres fosfatos) y GTP (guanina y tres fosfatos) también satisfacen las demandas de energía de la célula en reacciones con azúcares y cambios de estructuras proteicas, respectivamente.

## Degradación de los nucleótidos
Los nucleótidos están formados de purina y pirimidina y se degradan y/o reciclan continuamente en la mayoría de los organismos vivos. 

Durante la digestión, los ácidos nucleicos se hidrolizan a oligonucleótidos mediante enzimas denominada nucleasas, en continua, los oligonucleótidos son hidrolizados por varias fosfodiesterasas en un proceso que produce una mezcla de mononucleótidos.
Las nucleotidasas eliminan los grupos fosfato de los nucleótidos, produciendo nucleósidos. Estas últimas moléculas son hidrolizadas por nucleosidasas a bases libres y ribosa o desoxirribosa, que luego son absorbidas.
Las bases dietéticas de la purina y la pirimidina no se usan en cantidades  para sintetizar ácidos nucleicos celulares. En cambio, se degradan dentro de los enterocitos. Las purinas se degradan a ácido úrico en humanos y aves. Las pirimidinas se degradan a β alanina o β ácido aminoisobutírico, así como a NH3 y CO2. A diferencia de los procesos catabólicos para otras clases principales de biomoléculas (p. ej., azúcares, ácidos grasos y aminoácidos), el catabolismo de la purina y la pirimidina no da como resultado la síntesis de ATP.
Las principales vías para la degradación de las bases de purina y pirimidina: